# Tarsiger johnstoniae
Tarsiger johnstoniae е вид птица от семейство Muscicapidae.

## Разпространение
Видът е разпространен в Китай.